# Márta Mészáros
Márta Mészáros là một nữ đạo diễn kiêm nhà biên kịch người Hungary. Là con gái của nhà điêu khắc Márta Mészáros, Mészáros khởi nghiệp bằng việc làm phim tài liệu, bà đã làm ra 25 bộ phim tài liệu ngắn trong suốt 10 năm. Tác phẩm phim dài đầu tay do bà làm đạo diễn, Eltavozott nap (1968) là bộ phim điện ảnh Hungary đầu tiên do một phụ nữ làm đạo diễn và đã đoạt Giải đặc biệt của ban giám khảo tại Liên hoan phim quốc tế Valladolid.
Các tác phẩm của Mészáros thường kết hợp yếu tố tự truyện với các thước phim tài liệu. Các đề tài nổi bật trong những bộ phim của bà là sự phủ nhận quả khứ của các nhân vật, hậu quả của sự thiếu trung thực và những vấn đề giới tính. Những bộ phim của bà thường có nhân vật nữ chính xuất thân từ những gia đình bị chia ly, chẳng hạn như những cô gái trẻ tìm kiếm cha mẹ bị mất tích (Eltavozott nap) hay người phụ nữ trạc tuổi trung niên tìm con nuôi (Örökbefogadás).
Mặc dù Mészáros đã làm ra hơn 15 bộ phim dài, bà được cho là nổi tiếng nhất nhờ Napló gyermekeimnek – tác phẩm đã giật Giải thưởng lớn tại Liên hoan phim Cannes. Đây là phần đầu tiên trong chuỗi bộ ba phim tự truyện của bà với các phần sau là Napló szerelmeimnek (1984) và Napló apámnak, anyámnak (1990).
Trong suốt sự nghiệp, Mészáros từng thắng Giải Gấu vàng và Gấu bạc tại Liên hoan phim quốc tế Berlin, Huy chương Vàng tại Liên hoan phim quốc tế Chicago, giải Vỏ bạc (Silver Shell) tại Liên hoan phim quốc tế San Sebastián và giải FIPRESCI tại Liên hoan phim Cannes. Năm 1991, bà là thành viên trong hội đồng ban giám khảo tại Liên hoan phim quốc tế Moskva lần thứ 17.

## Danh sách phim
Đạo diễn (65 tựa phim)

### Phim điện ảnh
| Năm  | Tựa phim                                                | Đạo diễn | Biên kịch |
| ---- | ------------------------------------------------------- | -------- | --------- |
| 1968 | The Girl                                                | Có       | Có        |
| 1969 | Holdudvar/Garden Party                                  | Có       | Có        |
| 1970 | Szép lányok, ne sírjatok!                               | Có       | Không     |
| 1973 | Szabad lélegzet/Riddance                                | Có       | Có        |
| 1973 | Szeptember végén (TV Movie)                             | Có       | Không     |
| 1975 | Adoption                                                | Có       | Có        |
| 1976 | Kilenc hónap/Nine Months                                | Có       | Có        |
| 1977 | The Two of Them                                         | Có       | Có        |
| 1978 | Olyan mint otthon/Just Like Home                        | Có       | Có        |
| 1979 | Útközben/On the Move                                    | Có       | Có        |
| 1980 | The Heiresses                                           | Có       | Có        |
| 1981 | Anna                                                    | Có       | Có        |
| 1983 | Délibábok országa                                       | Có       | Không     |
| 1984 | Diary for My Children                                   | Có       | Có        |
| 1987 | Diary for My Lovers                                     | Có       | Có        |
| 1989 | Bye bye chaperon rouge                                  | Có       | Có        |
| 1990 | Diary for My Mother and Father                          | Có       | Có        |
| 1992 | Edith és Marlene/Edith and Marlene (TV Movie)           | Có       | Không     |
| 1994 | Foetus                                                  | Có       | Có        |
| 1996 | A hetedik szoba/The Seventh Room                        | Có       | Có        |
| 1998 | Három dátum (Documentary)                               | Có       |           |
| 1999 | A Szerencse lányai/The Daughters of Fortune             | Có       | Có        |
| 2000 | Kisvilma - Az utolsó napló/Little Vilna: The Last Diary | Có       | Có        |
| 2004 | The Unburied Man                                        | Có       | Có        |
| 2009 | Utolsó jelentés Annáról/The Last Report on Anna         | Có       | Có        |
| 2011 | Ármány és szerelem Anno 1951 (TV Movie)                 | Có       | Có        |
| 2017 | Aurora Borealis                                         | Có       | Có        |

### Phim ngắn
- ...és újtra mosolyognak/...And Smile Again (1954)
- Albertfalvai történetek (1955)
- Mindennapi történet (1955)
- Túl a Cálvin téren (1955)
- Országutak vándora (1956)
- Sa zîmbeasca toti copii (1957 documentary)
- Popas în tabara de vara (1958 documentary)
- Az élet megy tovább/Life Goes On (1959)
- Tomorrow's Shift (1959 documentary)
- Az eladás müvészete (1960)
- Szerkezettervezés/Structural Design (1960)
- Az öszibarack termesztése (1960)
- Egy TSZ elnökröl (1960)
- Rajtunk is múlik (1960)
- A szár és gyökér fejlödése/The Stem and Root Development (1961)
- Danulongyártás (1961)
- Szívdobogás/Heartbeat (1961)
- Vásárhelyi színek (1961)
- A labda varázsa (1962)
- Gyerekek - könyvek (1962)
- Kamaszváros (1962)
- Nagyüzemi tojástermelés (1962)
- Tornyai János (1962)
- 1963. július 27, szombat (1963)
- Munka vagy hiratás (1963)
- Szeretet/Love (1963)
- Bóbita (1964)
- Festök városa - Szentendre (1964)
- Kiáltó/Crying (1964)
- 15 perc - 15 évröl (1965)
- Borsos Miklós (1966 documentary)
- Harangok városa - Veszprém/City of Bells (1966)
- Mészáros László emlékére (1968)
- A lörinci fonóban (1971)
- Ave Maria (1986 documentary)
- The Miraculous Manderin (2001)
- Magyarország 2011 (segment, 2012)

### Chương trình truyền hình
- Teatr telewizji (phim truyền hình) (2 tập)
- Edith i Marlene(1998)
- Urodziny mistrza(2000)